# Azrieli Sarona
L'Azrieli Sarona est un gratte-ciel de 238 mètres construit en 2017 à Tel Aviv-Jaffa en Israël. 